# Premalo vremena
Premalo vremena (eng. Too Short a Season) je 15. epizoda 1. sezone američke znanstveno-fantastične serije Zvjezdane staze: Nova generacija.

## Radnja
Enterprise ima zadatak prevesti slavnog pregovarača, admirala Marka Jamesona na planet Mordan IV gdje ima zadatak pregovarati o uvjetima puštanja nekoliko federacijskih dužnosnika koje su kao taoce uzeli pobunjenici protiv mordanskog guvernera Karnasa.
Kada se sa svojom suprugom teleportira na brod, pokaže se da je Jameson teško bolestan starac u kolicima. Međutim, u sljedećih nekoliko dana, Jameson se počne neobjašnjivo pomlađivati. Kako bi otkrio o čemu se radi, Picard posjeti Jamesona u njegovoj kabini te nakon kratke prepirke, Jameson mu otkrije kako si je nedavno u organizam ubrizgao ogromnu količinu eksperimentalnog tuđinskog lijeka kako bi usporio napredovanje svoje bolesti. Međutim, riječ je o lijeku koji kao nuspojavu ima ubrzano pomlađivanje.
Kasnije, admiral otkrije kako Karnasovo inzistiranje da upravo on bude pregovarač uopće nije slučajnost jer je prije 45 godina također sudjelovao kao posrednik u krizi s taocima koje je tada uzeo upravo Karnas. Kako bi spasio taoce, Jameson je odlučio ispuniti Karnsove zahtjeve i naoružati ga za rat. Međutim, potajno je naoružao i Karnasove neprijatelje i tako izazvao četrdesetogodišnji građanski rat na Mordanu IV.

Jameson zaključi kako je Karnas ponovno uzeo taoce, a ne nekakvi pobunjenici kako bi ga namamio na Mordan IV i osvetio mu se za prijevaru od prije pola stoljeća.
Po dolasku u orbitu Mordana IV, bitno pomlađeni Jameson preuzme zapovjedništvo nad akcijom spašavanja talaca te teleportiravši se na površinu, spasilački tim pronalazi Karnasa. Odmah po dolasku u Karnasovu rezidenciju mladi admiral Jameson padne u nesvijest, srušivši se na pod.
 Doktorica Crusher otkrije kako je lijek za pomlađivanje nanio nepopravljivu štetu Jamesonovim unutarnjim organima i stoga je smrt neizbježna. Vidjevši Jamesona kako pati, Karnas shvati kako je zadovoljio svoju želju za osvetom.
Nekoliko trenutaka kasnije, Jameson umre, a Picard i Karnas dogovore puštanje talaca mirnim putem.

## Vanjske poveznice
- Too Short a Season na startrek.com   Arhivirana inačica izvorne stranice od 16. lipnja 2009. (Wayback Machine)